# Церква Тенауна
Церква Тенауна або Церква Богоматері Патрочініо (ісп. Iglesia de Tenaún, Iglesia de Nuestra Señora del Patrocinio) — католицька церква міста Тенаун, комуна Далкауе на архіпелазі Чилое, регіон Лос-Лагос, Чилі.
Церква Тенаун оголошена національною пам'яткою Чилі в 1999 році і є однією з 16 церков Чилое, оголошених ЮНЕСКО об'єктами Всесвітньої спадщини 30 листопада 2000 року.
Слово «Тенаун» означає «три вершини», що означає: три стовпи церкви символізують це. Покровителькою церкви Тенаун є Богородиця Patrocinio, свято відзначається 30 січня.
Церква очолює парафію Тенаун, одну з 24 парафій з єпархії Анкуд.

## Архітектура
Церква Тенаун має довжину 42,40 метра і ширину 14 метрів, висота нави 6,90 метра, а висота бічної нави 4,30 метра. Найвища вежа має висоту 26,10 метра.
Церква побудована з каменю та дерева. Його структура складається в основному з деревини тепа, теніо та канело. Внутрішнє облицювання з деревини модрини, а зовнішнє — з модринової плитки та кипарисового перекриття з гуайтеки та модрини. Покрівля є профнастил з оцинкованого заліза.
Церква збереглась у гарному стані. Її реставровано у 1999 році, у 2005—2006 роках відреставровано вежу та фасад; з травня 2010 року по травень 2011 року відреставрували наву та склепіння.